# مسجد حاجی یوسف‌لی
مسجد حاجی یوسف‌لی (ترکی آذربایجانی: Hacı Yusifli məscidi) یک مسجد در تقاطع خیابان‌های گ. اسماعیل‌اف و گ. ذاکر محله حاجی یوسف‌لی شهر شوشی است. حاجی یوسف‌لی یکی از ۱۷ محله شهر شوشی و یکی از ۹ محله پایین شهر است. این مسجد یکی از هفده مسجدی بود که در اواخر سده نوزدهم میلادی در شوشی فعالیت می‌کرد. در این مسجد مناره‌ای وجود نداشت و طراحی بیرونی مسجد جلفلار با پلان مستطیل شکل بنای مسجد محله‌ای مانند چوخور محله و جلفالار بود، اما فضای داخلی کاملاً منطبق بر معماری مذهبی اسلامی بود. در کنار مسجد چشمه حاجی یوسفلی وجود داشت که آب معدنی معروف شوشی را برای استفاده عموم تأمین می‌کرد.